# ボンバーマンクエスト
『ボンバーマンクエスト』、1998年12月24日に日本のハドソンから発売されたゲームボーイカラー用アクションロールプレイングゲーム。ゲームボーイにも対応している両対応ソフトである。
同社による『ボンバーマンシリーズ』初のアクションロールプレイングゲームであり、主人公のボンバーマンを操作してコマンダー4人衆に奪われたボンバーシャトルのエンジンを奪還する事を目的としている。通信ケーブル使用による対戦モードも収録されている。
開発はイレブンが行い、プロデューサーはセガサターン用ソフト『サターンボンバーマン』（1996年）を手掛けた猪狩寛、ディレクターはPCエンジン用ソフト『ボンバーマン』（1990年）以来同シリーズを手掛けていた藤原茂樹、音楽はスーパーファミコン用ソフト『超原人』（1994年）を手掛けた植木啓示の他、ゲームボーイ用ソフト『倉庫番』（1989年）を手掛けた高橋悟朗、アーケードゲーム『マネーアイドルエクスチェンジャー』（1997年）を手掛けた富樫則彦が担当している。
2000年にニンテンドウパワーの書き換え用ソフトとして発売された。

## ゲーム内容
奪われたボンバーシャトルのエンジンを取り戻すため敵を倒して捕獲しつつ、謎を解きながら4つのゾーンを進んでいくアクションRPG「ノーマルゲーム」。ノーマルゲームで集めた武器や装備アイテムを用いて1対1の通信対戦を行う対戦モード「バトルゲーム」の2つのゲームモードが収録されている。

### ノーマルゲーム

#### システム
ボンバーマンを操作して、逃げ出したモンスターをすべて捕まえ、コマンダー4人衆からボンバーシャトルのエンジンを取り戻すことが目的。
ゲームはボンバーシャトルが墜落した町「ピースタウン」からスタートする。ピースタウンから各ゾーンに行くことができるが、はじめはそうげんゾーンにしか入ることができない。各ゾーンのどこかにいる「コマンダー4人衆」の一人を倒すことでボンバーシャトルのエンジンを1つ取り戻せる上、次のゾーンに入ることができるようになる。コマンダー4人衆を倒し、すべてのエンジンを取り戻せばボンバー星に帰ることができる。
モンスターからの攻撃やボムの爆風などによりボンバーマンはダメージを受け、HPが減少する。ボンバーマンのHPが0になるとゲームオーバー。最後にセーブした状況から再開となる。

#### 戦闘
フィールド上でボンバーマンがモンスター（敵キャラクター）と遭遇すると戦闘が開始される。初めてそのモンスターと遭遇した場合は、ボンバーマンとモンスターの会話シーンとなり、中にはそのモンスターとの戦闘に関するヒントが隠されている場合もある。
ボムの爆風を当てる、モンスターを持ち上げて投げ飛ばすなどの攻撃によりモンスターのHPを0にすると勝利となり、アイテムを入手できる。
モンスターを倒す前に画面外に出てしまうとモンスターのHPが全回復してしまう。
モンスターの中には特定のアイテムがないと倒せないものも存在するため、初めて遭遇した時に倒せるとは限らない。

### バトルゲーム

#### システム
ノーマルゲーム中に手に入れたぶきアイテムやそうびアイテムを装備し、1対1で戦う対戦モード。対戦には通信ケーブルが必要となる。
ノーマルゲームで集めたぶきアイテムをAボタンBボタンに1つずつ、そうびアイテム1つを各プレイヤーがそれぞれに装備し、互いにボムを設置するなどして相手を攻撃しあう。爆風に当たるとHPが減少し、相手のHPを0にするかHPの残量が多い方が勝利となる。あらかじめ設定された対戦回数分勝利したプレイヤーが最終的な勝者となる。
装備できるアイテムは各プレイヤーがノーマルゲーム中に手に入れたものに限られるため、プレイヤーのノーマルゲームの進行状況によって有利不利が変わってくる。
以下のルール設定が存在する。
- なんぼんしょうぶ
  - 優勝するために必要な勝利回数。1～5。
- たいせんじかん
  - 1回の対戦の制限時間を設定する。1:00～5:00、∞（無制限）。
- アイテムチェンジ
  - 毎回の対戦前に装備アイテムの選択を行うかどうかの設定。あり/なし。

#### ボンバーマンの形態
プレイヤーの対戦成績によりボンバーマンが変身し、形態が変化する。初期状態はボンバーマン。
スライムボン
ボンバーマンの顔の部分がスライム状になったキャラクター。1勝すればゲジボンに昇格する。
ゲジボン
イモムシのような体をしたボンバーマン。3勝するとチビボンに昇格し、10敗するとゲジボンに降格する。
チビボン
ボンバーマンをデフォルメした見た目のキャラクター。5勝するとボンバーマンに昇格し、5敗するとゲジボンに降格する。
ボンバーマン
通常のボンバーマン。3勝するとボンファイターに昇格し、3敗するとチビボンに降格する。
ボンファイター
炎のような飾りを頭につけ、赤いマントを羽織ったボンバーマン。5勝するとボンソルジャーに昇格し、5敗するとボンバーマンに降格する。
ボンソルジャー
金色のV字飾りを頭につけ、茶色のグローブとブーツを履いたボンバーマン。10勝するとボンエンペラーに昇格し、3敗するとボンファイターに降格する。
ボンエンペラー
銀色の鎧を着たボンバーマン。1回でも敗北するとボンソルジャーに降格する。

### アイテム

#### ぶきアイテム
AボタンBボタンに1つずつ装備できるアイテム。主にボムなどの攻撃用アイテムが該当する。
ボムには十字に爆発する「十字系ボム」と円状に爆発する「サークル系ボム」の2つが存在する。十字系ボムは敵に対して投げてぶつけると気絶させることができる、火力が上がると爆風の長さが伸びるという特徴がある。サークル系ボムは空中にいる敵に対してもダメージを与えることができ、投げると着地した瞬間に爆発するという特徴がある。サークル系ボムは火力が上がると爆発時間が長くなる。
- ノーマルボム
  - はじめから所持しているオーソドックスな爆弾。十字系ボム。
- アイスボム
  - 爆風に当たると一定時間凍って動けなくなるボム。十字系ボム。
- ポイズンボム
  - 爆風に当たると一定時間動きが遅くなる。十字系ボム。
- せっかちボム
  - 設置してから爆発するまでの時間が通常のボムよりも短い。十字系ボム。
- のんびりボム
  - 設置してから爆発するまでの時間が通常のボムよりも長い。十字系ボム。
- ボヨヨンボム
  - キックした場合は障害物で跳ね返り、投げた場合は着地点からいずれかの方向にランダムで跳ねるボム。十字系ボム。
- ためボム
  - 持ち上げ続けるとボムの爆発範囲が上がる性質を持つ。最大で5段階まで溜めることができる。十字系ボム。
- ドクロボム
  - 爆風に当たるとアイスボムかポイズンボムのいずれかの効果が発生するボム。十字系ボム。
- じらいボム
  - キャラクターが踏んだ瞬間に爆発するボム。見えにくいため、ボムを警戒する敵に有効。十字系ボム。
- サークルボム
  - 円状に爆発するボム。サークル系ボム。
- ホーミングボム
  - 投げたりキックしたりすると敵に向かって飛んでいくボム。サークル系ボム。
- スピードボム
  - 軽いため、投げたりキックしたりすると猛スピードで飛んでいくボム。投げた場合移動距離も長くなる。サークル系ボム。
- アクアボム
  - 水中で爆発する唯一のボム[注釈 1]。反対に地上では一切爆発しない[注釈 2]。サークル系ボム。
- ラジコンボム
  - 設置ボタンを押しっぱなしにすると十字ボタンでボムを自由に動かすことができる。ボムを動かしている間、ボンバーマンを動かすことはできない。サークル系ボム。
- ライトボム
  - 投げたりキックしたりすると右にカーブしながら飛んでいく。サークル系ボム。
- レフトボム
  - 投げたりキックしたりすると左にカーブしながら飛んでいく。サークル系ボム。
- ヨーヨー
  - ボムを押して動かすことができる。ボンバーマンの足元のボムも動かすことができる。
- !?
  - ボンバーマンがその場でダンスをするアイテム。ボンバーマン像の前で使用するとアイテムがもらえる。
- スコップ
  - 地面を掘ることができる。特定の場所に隠されているアイテムを発見するのに使用する他、何もないところで使用すると8分の1の確率[注釈 3]でライフが1つ回復する「ミニハート」が出現する。
- シールド
  - ボタンを押している間、ボンバーマンがシールドを構える。飛んでくる矢などを防ぐことができる。
- パンチ
  - ボムを突き飛ばしたり、敵を気絶させることができる。
- ウイング
  - 一定時間空を飛ぶことができる。
- ジャンプシューズ
  - ボタンを押すとボンバーマンがジャンプして段差を飛び越えることができる。
- ダッシュシューズ
  - ボタンを押している間、ダッシュ移動が可能。
- パワーグローブ
  - ボムや気絶した敵を投げることができる。
- ハンマー
  - 杭を叩いて引っ込めることができる他、敵を気絶させることもできる。
- リモコン
  - ボタンを押した瞬間にボムを爆発させることができる。
- タックルベルト
  - ボタンを押すと、ボンバーマンが進行方向に突進し、敵に体当たりすることで気絶させることができる。特定スイッチを押すこともできる。

#### そうびアイテム
装備するだけで効果を発揮するアイテム。
- シルバーアーマー
  - 装備すると受けるダメージが半分になる。
- ゴールドアーマー
  - 受けるダメージが4分の1になる。
- ミラクルアーマー
  - アイスボム、ポイズンボム、ドクロボムの効果を無効化する。
- テレポアーマー
  - 装備してからダメージを受けるとワープする。このアーマーの力でないと行けない場所も存在する。
- てつげた
  - 鉄でできた下駄。装備すると動きが遅くなるが、敵に投げられたり風で飛ばされたりすることがなくなる。
- スピードシューズ
  - 移動スピードが速くなる。
- ハイスピードシューズ
  - スピードシューズの強化版。
- キックシューズ
  - 設置されたボムに体当たりすることでボムをキックして飛ばすことができる。
- ミラクルシューズ
  - 水の中以外どんな地面を歩いてもダメージを受けなくなる。主にトゲトゲ床の上を歩くときに使用する。
- めがね
  - 装備している間、普段は見ることのできない隠し宝箱を見ることができる。
- プッシュブレスレット
  - 岩を押すことができる。
- さんそボンベ
  - 水の中に入ってもダメージを受けなくなる。
- ヘルメット
  - 上から落ちてくる岩や敵が投げたボムから身を守ることができる。
- ランプ
  - 暗い場所を明るく照らすことができる。
- フルファイヤー
  - 装備している間、設置したボムの火力が最大になる。
- レザーアーマー
  - カオスボンバーから受けるダメージが半分になる。

#### ごうせいアイテム
ごうせい屋で合成してもらえる「ごうせいそざい」。
- ボムのもと
  - ボムを合成するためのもと。ゲームを通して9個までしか手に入らない。
- グミ
  - 「ボムのもと」と合成すると、ボヨヨンボムを作ることができる。
- こおりのかけら
  - 「ボムのもと」と合成すると、アイスボムを作ることができる。
- どくのはっぱ
  - 「ボムのもと」と合成すると、ポイズンボムを作ることができる。
- ドクロ
  - 「ボムのもと」と合成すると、ドクロボムを作ることができる。
- とけい
  - 「ボムのもと」と合成すると、せっかちボムかのんびりボムのどちらかを作ることができる。どちらができるかは2分の1の確率で決定される。
- ブーメラン
  - 「ボムのもと」と合成すると、ライトボムかレフトボムのどちらかを作ることができる。どちらができるかは2分の1の確率で決定される。
- ファイヤーアップ
  - ボムと合成することで、そのボムの火力を1段階上げることができる。ゲームを通して9個までしか手に入らない。

#### その他のアイテム
選択するとその場で効果を発揮するアイテムや、「しろボンカード」などのトレーディングカードが該当する。
- むてきスーツ
  - 一定時間無敵になる。
- ストップウォッチ
  - 一定時間トラップを停止させることができる。
- オカエリナ
  - オカリナ。使用すると、冒険の拠点であるピースタウンに戻ってくることができる。何度でも使用可能。
- ハート
  - HPが3回復する。倒したことのある敵を再び倒すと出現する。
- フルハート
  - HPがすべて回復する。
- しろボンカード
  - 3枚のトレーディングカードの1つ。白ボンバーマンが描かれている。
- くろボンカード
  - 3枚のトレーディングカードの1つ。黒ボンバーマンが描かれている。
- ハニーカード
  - 3枚のトレーディングカードの1つ。ガンマンの格好をした女の子"ハニー"が描かれている。3枚のカードを揃えて、ピースタウンにいるカードを集めているおじいさんに話しかけると、アイテム「ラジコンボム」がもらえる。

## 設定

### ストーリー
かつて倒したモンスター達をボンバーシャトルに乗ってボンバー星に輸送中のボンバーマン。しかし謎の集団「コマンダー4人衆」の襲撃に遭い、シャトルの4つのエンジンが奪われ墜落し、せっかく捕まえたモンスター達が逃げ出してしまった。逃げ出したモンスターを全て捕まえ、コマンダー4人衆に奪われたエンジンを取り戻し、ボンバー星にたどり着くためボンバーマンの冒険が始まる。

### ノーマルゲーム中の施設
ピースタウン内には以下の施設が存在する。
ボンバーシャトル
墜落したボンバーマンの宇宙船。エンジンの奪還状況を確認することができ、すべてのエンジンを奪還後に入るとボンバー星に帰ることができるようになる。余談だが、ボンバーシャトルが墜落する前は畑であった。
ケポ
ボンバーシャトルの右にいるキャラクター。話しかけることでデータのセーブが可能。
図書館
ノーマルゲームを進める上での基本情報を確認できる。
民家
住民と会話することができる。
ごうせい屋
「ボムのもと」と「ごうせいそざい」を合成することで新しいボムを生み出したり、ボムとファイヤーアップを合成することでボムの火力を上げることができる。

### バトルゲームステージ
バトルゲーム時に選択できるステージは以下の通りとなっている。
ノーマルステージ
ハードブロックが設置されているオーソドックスなステージ。
そうげんステージ
中央に段差のあるステージ。設置されている階段を使用するか、アイテムを装備しジャンプで乗り越えるかで段差を移動できる。
しんりんステージ
中央に1本の大木が立っているステージ。
みずべステージ
砂浜と水で構成されているステージ。右上と左下の角にある水は、「さんそボンベ」を装備していない状態で触れるとダメージを受けてしまう。
さばくステージ
砂地のなかに無造作に岩が設置されているステージ。この岩は「プッシュブレスレット」を装備しても動かすことができない。
デンジャーステージ
触れるとダメージを受けるトゲトゲ床が設置されているステージ。床の模様によりじらいボムが設置されても目視できない。

## 敵キャラクター
敵キャラクターの色彩表現については『ボンバーマンクエスト 公式ガイドブック』に使用されているアートワークを参考にしている。

### そうげんゾーン
緑に囲まれほのぼのとしたゾーン。
バロム
オレンジ色の風船。ボムを見ると寄ってくるので簡単に倒すことができる。
HP：3
ドロップアイテム：ファイヤーアップ
オニール
水色の玉ねぎのような敵。
HP：4
ドロップアイテム：ダッシュシューズ
クリン
たらこ唇が特徴の、オレンジ色のタコのような敵。
HP：3
ドロップアイテム：じらいボム
フニャ
モノアイのスライムのような敵。
HP：4
ドロップアイテム：グミ
イノッシー
イノシシのような敵。ボンバーマンを見つけると突進してくる。
HP：4
ドロップアイテム：タックルベルト
ペギー
ペンギン。ボンバーマンを見ると寄ってくる。
HP：5
ドロップアイテム：フルハート
パース
黄色いトラのような敵。
HP：4
ドロップアイテム：ファイヤーアップ
バケロン
水色の帽子を被り、モノアイが特徴の黄色いオバケ。
HP：5
ドロップアイテム：ミラクルシューズ
ブロル
赤い眉毛が特徴の紫色の敵。
HP：3
ドロップアイテム：ヨーヨー
アーチャ
弓矢を使ってボンバーマンを攻撃してくる。
HP：4
ドロップアイテム：しろぼんカード
グレイン
炎の塊のような敵。燃えているため「アイスボム」が有効。なお、体が燃えているからといって気絶させても持ち上げられない訳ではない。
HP：5
ドロップアイテム：さんそボンベ
トレント
木のモンスター。本体は動かないが、地面から3本の根を出して攻撃してくる。サークル系のボムしか通用しない。
HP：6
ドロップアイテム：シールド
ウォーターコマンダー（ボス）
コマンダー4人衆の紅一点で、水を自在に操ることができる。コマンダー4人衆の中では侵入案内役を担当する。水を出してボンバーマンの置いたボムを消してしまう他、ボヨヨンボムで攻撃してくる。倒すとボンバーマンのHPの最大値が1増える。
HP：6
ドロップアイテム：ボムのもと
まみ（隠しキャラ）
とある小さな町の片隅で、母親と共に花を売って生活している少女。『サターンボンバーマンファイト!!』からのゲストキャラクター。ウォーターコマンダーとエレキコマンダーを倒してからウォーターコマンダーのいた場所へ行くと登場する。スコップ、キックシューズ、ハンマーを装備しており、ある程度ダメージを受けるとミニハートで回復するために地面を掘るようになる。まみに限らず隠しキャラとの対戦中はメニュー画面を表示することができない。倒すとHPの最大値が1増える。
HP：10

### しんりんゾーン
木が多く、段差もあり入り組んだ地形のゾーン。
マッドフラワー
口の悪い花。小さな花を2つ飛ばしてくる。
HP：4
ドロップアイテム：ファイヤーアップ
シツコイン
名前の通りボンバーマンをしつこく追いかけてくるコイン。
HP：5
ドロップアイテム：ジャンプシューズ
デビルアント
アリ。ボンバーマンに石を投げつけてくる。
HP：4
ドロップアイテム：!?
カメーストーン
トゲトゲの付いた甲羅が特徴のカメ。
HP：7
ドロップアイテム：スピードシューズ
メカメカドン
赤い目玉が特徴の爆弾。小さなボムを投げつけてきたり、ボンバーマンが設置したボムを蹴り返してきたりする。
HP：5
ドロップアイテム：パワーグローブ
サンディ
青色の手のモンスター。ボンバーマンが投げたボムを投げ返してくる。
HP：5
ドロップアイテム：フルハート
カジュウ
モノアイが特徴のオレンジ色の果物モンスター。空を飛んでいるため、サークル系のボムの爆風を当てるか、気絶させて落としてからでないとダメージを与えられない。
HP：4
ドロップアイテム：ストップウォッチ
モグモグ
ヘルメットを被ったモグラ。地中から出たり入ったりを繰り返す。
HP：6
ドロップアイテム：スコップ
プルプルーン
赤い球状の体と左右の黄色いプロペラが特徴の敵。空を飛んでいるためサークル系ボムが有効。
HP：4
ドロップアイテム：ためボム
モスキラー
槍を持つ蛾のような敵。
HP：4
ドロップアイテム：ドクロ
ヤドール
ヤドカリ。ボンバーマンと逆方向に移動する性質がある。水中で戦うことになるため、アクアボムとさんそボンベが必要。
HP：5
ドロップアイテム：サークルボム
エレキコマンダー（ボス）
コマンダー4人衆の中で一番の知性派で計算高く、作戦参謀役を担当する。電気を自在に操る事ができる。ボンバーマンを追尾するエレキ玉を3方向に放ってくる。倒すとHPの最大値が1増える。
HP：8
ドロップアイテム：ボムのもと
レウィシア（隠しキャラ）
本名はレウィシア・ラル・ヘブンケール。とある国のプリンセス。『サタボンファイト!!』からのゲストキャラクター。ウォーターコマンダーからハリケーンコマンダー、まみを倒してからエレキコマンダーのいた場所へ行くと登場する。ポイズンボム、ジャンプシューズ、テレポアーマーを装備している。倒すとHPの最大値が1増える。
HP：10

### みずべゾーン
海に面したゾーン。水中から飛び出してくる敵など不意を突いてくるモンスターが多数出現する。
ガーゴイル
2本の角が生えたオレンジ色のモンスター。突進攻撃を得意としているが、頭をぶつけすぎたためか、あまり頭が良くない。
HP：4
ドロップアイテム：ヘルメット
ジェル
ハドソンの育成散歩計『てくてくエンジェル』のキャラクター「みかジェル」を彷彿とさせるモンスター。空中を移動しながらこどもジェルを出してくる。
HP：4
ドロップアイテム：ブーメラン
デスパイダー
モノアイが特徴の蜘蛛。クモの巣を吐いて攻撃してくる。
HP：4
ドロップアイテム：ハンマー
カニバブラー
カニ。手を飛ばしたり、泡を吹いたりして攻撃してくる。
HP：6
ドロップアイテム：アクアボム
アイスモン
白いアザラシのようなモンスター。アイスモンを覆う氷の塊に爆風を3回当てると中から出てきてボンバーマンを追いかけ回す。
HP：7
ドロップアイテム：こおりのかけら
シーバルーン
タコ。墨を吐いて攻撃してくる。
HP：5
ドロップアイテム：とけい
プーヤン
フグのような敵。水から飛び出して攻撃してくる。
HP：6
ドロップアイテム：ファイヤーアップ
パピードラゴン
その場から動かないが、ボンバーマンを追尾する炎を吐いて攻撃してくる。
HP：6
ドロップアイテム：フルファイヤー
スカルヘッド
髑髏。骨を投げて攻撃してくる。公式ガイドブックのアートワークでは数本の髪の毛が生えており、額に「骨」と書かれている。
HP：7
ドロップアイテム：むてきスーツ
ピノキオン
雪だるま。雪玉を投げて攻撃してくる。
HP：7
ドロップアイテム：ホーミングボム
ラジボンジュニア
ボンバーマンに対して突進してくるマシン。吐き出す煙に触れてもダメージを受ける。
HP：6
ドロップアイテム：ボムのもと
マタンゴ
キノコのモンスター。3方向に胞子をまく。
HP：6
ドロップアイテム：くろボンカード
ハリケーンコマンダー（ボス）
キザでプライドが高い性格で、コマンダー4人衆の中では作戦を実行する行動派。ボムを自在に操り竜巻を起こす。サーチボムを使用してくる。竜巻はボンバーマンのボムを弾き飛ばしてしまう。今までのボスとは違い空を飛ぶ為、爆風が円のボムで戦わざるを得なくなる。倒すとHPの最大値が1増える。
HP：10
ドロップアイテム：ボムのもと
デラル（隠しキャラ）
ある地下組織が総力を結集し、過去の様々なデータを基に造り上げた最強のボンバーファイター。『サタボンファイト!!』からのゲストキャラクター。ウォーターコマンダーからバーニングコマンダー、まみとレウィシアを倒してからハリケーンコマンダーのいた場所へ行くと登場する。せっかちボム、パワーグローブ、ハイスピードシューズを装備している。火力最大のボムを仕掛けたり、ワープしたりする。倒すとHPの最大値が1増える。
HP：10

### さばくゾーン
草木も生えない砂とサボテンの灼熱ゾーン。
ビックリー
壺の中に入っている敵。4回壺ごと投げ飛ばすと壺が割れて中から出てくる。弾を吐いて攻撃してくる。
HP：8
ドロップアイテム：ウイング
ファニー
フラフープをしたオバケ。フラフープを投げて攻撃してくる。
HP：5
ドロップアイテム：ファイヤーアップ
フライボール
プロペラがついたオレンジ色のボール。小さなボムをばらまいて攻撃してくる。
HP：6
ドロップアイテム：ファイヤーアップ
クリスタルデーモン
鎌を持った敵。鎌を投げて攻撃してくる。
HP：6
ドロップアイテム：めがね
ピグミン
緑色のフードを被った敵。ボンバーマンを追尾する弾を発射してくる。
HP：7
ドロップアイテム：ミラクルアーマー
ウォーキンハット
紳士帽を被り、ヒゲを生やしている敵。追尾弾を撃ってくる他、2体に分身するが1体はニセモノ。
HP：6
ドロップアイテム：レザーアーマー
スネッキー
緑色のヘビ。ボンバーマンを見ると追いかけてくるが、ボムを見ると逃げてしまう。
HP：6
ドロップアイテム：どくのはっぱ
エイティ
緑色で毛むくじゃらな敵。跳び跳ねている間は猛スピードでボンバーマンを追いかける。
HP：7
ドロップアイテム：パンチ
ウサピョン
ウサギのビックリ箱のような敵。絶えず跳び跳ねている。
HP：5
ドロップアイテム：ボムのもと
スパーキー
帯電したボールのような敵。イナズマを発したり、ボンバーマンに向かって突っ込んで来たりする。
HP：6
ドロップアイテム：フルハート
ティンクベアー
クマのような顔と体格をしているが、トラ柄の体とトラのような尻尾を持つ敵。設置したボムを蹴り返してくる。
HP：7
ドロップアイテム：ファイヤーアップ
シャドーナイツ
強力な鎧を身につけた敵。爆風が一切通用せず、持ち上げて投げ飛ばさないとダメージを与えられない。3方向に剣を投げて攻撃してくる。
HP：7
ドロップアイテム：ハニーカード
バーニングコマンダー（ボス）
のんびりやで楽観的。コマンダー4人衆の中で一番の力持ち。盗品運搬を担当。火力の大きいボムを使用する他、分離してくる両腕から弾やカッターを放つ。倒すとHPの最大値が1増える。
HP：10
ドロップアイテム：ボムのもと

### 最終ボス
カオスボンバー（第一形態）
影でコマンダー4人衆を操っていた真の敵。三日月の飾りを額につけている。「カオスパワー」を操りボンバーマンに襲いかかる。あちこちにボムを配置する、ワイドビーム、回避不能の発光攻撃を仕掛けてくる。
HP：10
カオスボンバー（第二形態）
水晶玉のような丸い姿となったカオスボンバー。十字ビームや誘導弾を放つ。
HP：10

## スタッフ
- プログラム：荘埜毅明、山下孝、ふじもとせいいち
- グラフィック・デザイン：やまもとけんじ、横山祥、わたなべたけふみ
- キャラクター・デザイン：水野祥司、佐藤梢
- サウンド：入江茂明、麻生美咲、植木啓示[1]、高橋悟朗（4曲）[1]、富樫則彦、うんのあやこ、竹間淳（バトル曲）[1]、貫田顕勇（編曲）[1]
- スペシャル・サンクス：本迫芳夫、三井啓介、柴田真人、中沢洋一、うめずひろあき、野中和彦、佐藤裕、藤井康博、市沢保弘、半田由紀子、新城真、北野幸宏、池川陽子、鵜藤明彦、たぐちまさゆき
- ディレクター：藤原茂樹、池之内武志
- プロダクト・マネージャー：宮本徳人
- プロデューサー：猪狩寛
- エグゼクティブ・プロデューサー：工藤裕司

## 評価
ゲーム誌『ファミ通』の「クロスレビュー」では合計23点（満40点）となっている。

## 関連書籍
- ボンバーマンクエスト 公式ガイドブック
  - 1999年、小学館発行、ISBN 4-09-102667-2。むさしのあつしによる4コマ漫画が掲載されている。本中の挿絵はボンバーマンシリーズの美術設定責任者である水野祥司が担当している。